# 杉山晴紀
杉山 晴紀（すぎやま はるき、1981年12月24日 - ）は、日本中央競馬会(JRA)・栗東トレーニングセンターに所属する調教師。神奈川県藤沢市出身。

## 来歴
中学3年生の時、ダンスインザダークが勝った菊花賞を見て感動し、競馬を仕事にしようと決意する。体格面で騎手は断念したが、調べていく中で調教助手の存在を知り、中学校の卒業文集には「日本中央競馬会のトレーニングセンターの攻め馬専業調教助手(攻め専)になる」と将来の夢を綴った。高校卒業後、石川県の小松温泉牧場（現：小松トレーニングセンター）に勤務し、22歳までの4年間を過ごす。
2004年4月にJRA競馬学校厩務員課程に入学。同年7月から武宏平厩舎の厩務員となり、翌月からは調教助手となる。同厩舎では菊花賞馬スリーロールスの調教に携わった。武の定年による厩舎解散により、2014年3月からは高橋康之厩舎で調教助手を務める。
2015年に5回目の挑戦で調教師試験に合格。試験合格後の技術調教師時代には高橋と縁のある池江泰寿厩舎のオーストラリア遠征にも帯同した。当初は2018年3月まで開業待ちの予定であったが、日吉正和調教師が事故の後遺症で勇退することになり、スタッフと管理馬を全て引き継いで2016年10月21日付で厩舎を開業した。
2018年3月14日、定年により解散した目野哲也厩舎から引き継いだケイティブレイブでダイオライト記念を制し、交流重賞を初めて制覇する。同年5月27日にはウインテンダネスで目黒記念を制し、JRA重賞初制覇を果たすと、11月4日にはケイティブレイブでJBCクラシックを制し、JRAのGI級競走初勝利を飾った。
2020年にはデアリングタクトで史上初無敗の牝馬三冠を達成した。
2023年は56勝を挙げて3年連続最多勝の矢作芳人を抑えて初のJRA賞最多勝利調教師を受賞。
2024年1月28日に京都のシルクロードSをルガルで、東京の根岸ステークスをエンペラーワケアで勝利し、2023年12月2日の上村洋行師以来となる同日重賞ダブル制覇となった。JRA重賞を1日2勝した調教師は過去10年で7例目。

## 調教師成績
|               | 日付           | 競馬場・開催   | レース名         | 出走馬             | 頭数 | 人気 | 着順 |
| ------------- | -------------- | -------------- | ---------------- | ------------------ | ---- | ---- | ---- |
| 初出走        | 2016年10月22日 | 3回新潟03日03R | 3歳上500万下     | プリティクイーン   | 15   | 5    | 8    |
| 初勝利        | 2016年10月29日 | 3回新潟05日07R | 3歳上500万下     | ゼンノスサノヲ     | 12   | 6    | 1    |
| 重賞初出走    | 2017年05月27日 | 3回京都11日08R | 京都ハイジャンプ | テイエムシシーポス | 11   | 9    | 9    |
| 重賞初勝利    | 2018年05月27日 | 2回東京12日12R | 目黒記念         | ウインテンダネス   | 16   | 9    | 1    |
| GI初出走      | 2017年12月10日 | 5回阪神04日11R | 阪神JF           | レグルドール       | 18   | 18   | 15   |
| GI級初勝利    | 2018年11月04日 | 5回京都02日11R | JBCクラシック    | ケイティブレイブ   | 16   | 3    | 1    |
| JRA・GI初勝利 | 2020年04月12日 | 2回阪神06日11R | 桜花賞           | デアリングタクト   | 18   | 2    | 1    |

### 年度別成績
杉山晴紀の年度別成績（netkeiba.com）を参照

## 主な管理馬
※括弧内は当該馬の優勝重賞競走、太字はGI級競走
- ケイティブレイブ （2018年ダイオライト記念、日本テレビ盃、JBCクラシック、2019年浦和記念）※目野哲也調教師の引退に伴い引継ぎ
- ウインテンダネス （2018年目黒記念）※日吉正和調教師の勇退に伴い引継ぎ
- ロードマイウェイ （2019年チャレンジカップ）
- デアリングタクト （2020年桜花賞、優駿牝馬、秋華賞）
- アールスター （2020年小倉記念）
- ミスニューヨーク （2021年・2022年ターコイズステークス連覇）
- アリーヴォ（2022年小倉大賞典）
- ベレヌス（2022年中京記念）
- ガイアフォース（2022年セントライト記念）
- ジャスティンパレス（2022年神戸新聞杯、2023年阪神大賞典、天皇賞（春））
- エルトンバローズ（2023年ラジオNIKKEI賞、毎日王冠）
- ルガル（2024年シルクロードステークス、スプリンターズステークス）
- エンペラーワケア(2024年根岸ステークス、武蔵野ステークス）
- エリカエクスプレス(2025年フェアリーステークス)
- サトノシャイニング(2025年きさらぎ賞)

出典:

## 表彰歴
- JRA賞最多勝利調教師（2023年）
- 関西競馬記者クラブ賞（2023年）